# Воронинцы (Оржицкий район)
Воронинцы (укр. Воронинці) — село, Воронинцевский сельский совет, Оржицкий район, Полтавская область, Украина.
Код КОАТУУ — 5323680401. Население по переписи 2001 года составляло 279 человек.
Является административным центром Воронинцевского сельского совета, в который, кроме того, входят сёла Казачье, Котляревское, Максимовщина, Новоселовка и Приймовщина.

## Географическое положение
Село Воронинцы находится на левом берегу реки Слепород в месте впадения в неё реки Вязовец, ниже по течению примыкает село Новоселовка, на противоположном берегу — сёла Котляревское и Казачье.

## История
Церковь Рождества Богородицы известна с 1757 года
Село указано на карте частей Киевского, Черниговского и других наместничеств 1787 года 

## Экономика
- агрофирма ООО «Воронинцы».

## Объекты социальной сферы
- Школа І—ІІ ст.
- Дом культуры.